# Канадская кукша
Канадская ку́кша, или канадская ронжа (лат. Perisoreus canadensis) — североамериканская певчая птица семейства врановых.

## Описание
Канадская кукша это длиннохвостая птица с пушистым оперением и коротким клювом, хохол отсутствует. Длина тела примерно 29 см. Спина, кроющие перья и верхняя сторона хвоста тёмно-серые. Вершины перьев в зависимости от подвида от белёсого до светло-синеватого цвета, у рулевых перьев имеется тонкая белёсая кайма. Нижняя сторона тела одноцветно белёсая или синевато-серая. Тёмно-серая макушка ограничена в зависимости от подвида затылком или простирается вплоть до глаз, остальная часть головы белая. Клюв и ноги чёрные. Оперение молодых птиц у всех подвидов почти одноцветное пепельно-серое с неотчётливой белой «бородкой». 

## Распространение
Канадская кукша распространена от северной Аляски на восток до Ньюфаундленда и Лабрадора, а также на юг вплоть до северной Калифорнии, Айдахо, Юты, в центрально-восточной Аризоне, в северном Нью-Мехико, в центральном Колорадо и вплоть до юго-запада Южной Дакоты. Она круглый год живёт в северной Миннесоте, северном Висконсине, северном Мичигане, северном Нью-Йорк и в северной части Новой Англии. Она мигрирует иногда в области к северу от своего гнездового ареала. Зимой она нерегулярно мигрирует в северо-западную Небраску, центральную Миннесоту, юго-восточный Висконсин, центральный Мичиган, южную Пенсильванию, центральный Нью-Йорк, в Коннектикут и Массачусетс.
Птенцов выводит зимой. Чтобы питаться в это время, две птицы делают осенью около 10 000 тайников с пищей.
11 подвидов канадской кукши обитают в хвойных лесах бореальной зоны Северной Америки.